# Gustavus Brander
Gustavus Brander, född 1720 i London, död 21 januari 1787, var en brittisk naturvetenskapsman av svenskt ursprung.

## Biografi
Gustavus Brander föddes i London av svenska föräldrar. Fadern Charles Brander Esquire (1681-1745) var en köpman i London som under Gustavus Branders barndom köpte godset Nea House.
Gustavus Brander hade först framgång som handelsman i London och utnämndes senare till direktör för Bank of England mellan 1761 och 1779. Han ärvde en förmögenhet, som tillät honom att fördjupa sig i sina livslånga intressen förm samlande av naturalier, tavlor, fornsaker och gamla böcker.
Han var intendent på British Museum och ledamot av Royal Society, F.R.S. 1754, och Society of Antiquaries 1749. Bland andra förtroendeposter satt han i styrelsen för British Museum från 1761. Till museet lät han även donera sin stora samling av fossiler. Han förde även en livlig brevväxling med Linné.
Konstnären Nathaniel Dance, 1735-1811, vars mest kända porträtt är porträttet av James Cook utförde på 1770-talet Branders porträtt. Det avbildar honom hållande ett snäckskal. På bordet ligger en fiktiv bok med titeln "Collectio Brander", tillsammans med några antika mynt och fossil av en trilobit och en echinoderm. Föremålen hänför sig till Branders personliga intressen. Fossilerna är från hans egen samling; de är funna i klipporna nära Christchurch utmed Hampshires kust. 
Dessa fossil väckte stor uppmärksamhet bland dåtidens övriga naturvetare. Kopparstick av fossilerna med en vetenskaplig textkommentar av Linnélärjungen Daniel Solander, 1733-1782, publicerades 1766 i Branders bok Fossilis Hantoniensia collecta, et in Museo Britannico deposita. Snäckan, som Brander håller på porträttet, är fossilen (Strombus amplus) Brander, uppkallad efter honom och insamlad bland klipporna vid havet nära Christchurch, Hampshire. Snäckan avbildas på plansch IV i Branders bok. 
I dag är samma fossil känd som Hippochrenes amplus. Förvisso konstaterade Brander, att denna exotiska snäcka, funnen utmed Hampshires kust, sannolikt hade levt i ett mycket varmare klimat. Detta var en betydande vetenskaplig tes att framföra på 1700-talet. Originalmanuskriptet förvaras i biblioteket på Natural History Museum.